# NGC 2139
NGC 2139 (również IC 2154 lub PGC 18258) – galaktyka spiralna z poprzeczką (SBc), znajdująca się w gwiazdozbiorze Zająca. Odkrył ją William Herschel 17 listopada 1784 roku.
W galaktyce tej zaobserwowano do tej pory jedną supernową – SN 1995ad.